# Wilma Goich
Wilma Goich (Cairo Montenotte, 16 ottobre 1945) è una cantante italiana.

## Biografia
Nata nel 1945 a Cairo Montenotte, comune della provincia di Savona, poiché il padre aveva ottenuto un impiego, come perito chimico, allo stabilimento della Montecatini, da genitori dalmati italiani emigrati da Zara, oggi città della Croazia all'epoca facente parte del Regno d'Italia. Fin da bambina mostrò predisposizione per il canto e la musica.
Dopo essere stata squalificata al Festival di Barcellona, per aver forse plagiato una canzone, divenne famosa negli anni sessanta grazie alla sua partecipazione al Festival di Sanremo del 1965, con la canzone Le colline sono in fiore.
Questa canzone le diede subito fama internazionale (specialmente nelle Americhe) ed è tuttora giudicata il suo maggior successo. Nello stesso anno partecipa alla Caravella dei successi di Bari con Il diritto d'amare e Un bacio sulle dita. L'anno successivo ottenne un gran successo al 14º Festival della canzone napoletana del 1966, dove interpretava, in abbinamento con "Maria Paris & Le Cugine", il brano yéyé di Filippo Maniscalco e Iller Pattacini Pe' strade 'e Napule.
Tra gli altri successi, In un fiore (Sanremo 1966), Attenti all'amore (Un disco per l'estate 1966), Se stasera sono qui (scritta da Luigi Tenco, terza classificata a Un disco per l'estate 1967), Per vedere quanto grande è il mondo (presentata assieme a The Bachelors al Festival di Sanremo 1967), Gli occhi miei (Sanremo 1968), Finalmente (Un disco per l'estate 1968) e Baci baci baci (Sanremo 1969). Con Presso la fontana partecipò a Canzonissima 1970.
Negli anni settanta, lei e il marito Edoardo Vianello fondarono il duo musicale I Vianella e ottennero un buon successo con Semo gente de borgata, terza classificata a Un disco per l'estate 1972 e Fijo mio (Un disco per l'estate 1973), entrambe scritte da Franco Califano, mentre a Un disco per l'estate 1974 portarono in finale Volo di rondine, composta da Amedeo Minghi su testo di Sergio Bardotti.
Nel 1981 incise l'album To Wilma G7, che conteneva E allora prendi e vai, cover di The Winner Takes It All degli ABBA, con il testo scritto dalla stessa Goich. Nell'estate del 1989 partecipò alla gara canora Una rotonda sul mare trasmessa da Canale 5, in occasione della quale presentò Se stasera sono qui con la quale arrivò in semifinale e Ho capito che ti amo. L'anno successivo era nuovamente in gara alla seconda edizione del programma con In un fiore ma, anche stavolta, si fermò alle semifinali.
Nell'autunno del 1990 ha affiancato Mike Bongiorno nel nuovo gioco a quiz dal titolo Tris, che aveva sostituito lo storico Bis e con loro c'erano anche il maestro Tony De Vita e Franco Nisi di Radio Italia, insieme all'autore TV Illy Reale. In occasione del Festival di Sanremo del 1994 fece parte del gruppo Squadra Italia, appositamente costituito per l'evento, cantando il brano Una vecchia canzone italiana.
L'8 novembre 2008, dopo una candidatura alle elezioni amministrative per il Comune di Roma saltata all'ultimo momento (avrebbe dovuto entrare nelle liste del movimento La Destra), dichiarò ai giornali di essere stata vittima dell'usura e di avere avviato una causa contro i suoi usurai, ai quali aveva chiesto diecimila euro per aiutare la figlia in difficoltà economiche. Gli usurai ai quali la Goich si era rivolta sono stati arrestati e condannati.
Nell'autunno 2011 è impegnata nella commedia musicale Noi che...gli anni migliori di Carlo Conti al Teatro Salone Margherita di Roma. Nel 2014, dopo più di trent'anni, ricostituisce lo storico duo I Vianella insieme all'ex marito Edoardo Vianello pubblicando l'album C'eravamo tanto amati... Nel 2018 esce il nuovo album È tutto bellissimo, contenente tre inediti scritti da Guido Guglielminetti e Valerio Liboni, prodotto da SB Disco Italy.
Dal settembre 2022 prende parte alla settima edizione del Grande Fratello VIP.
Il 14 gennaio e il 4 febbraio 2024 è ospite insieme ad altri artisti di Mara Venier a Domenica in nella parte del programma dedicata al festival di Sanremo durante la quale vengono riproposte le più belle canzoni del passato.

### Vita privata
Wilma Goich ha avuto una relazione con Teo Teocoli, conosciuto a Bari nel 1965. Nel 1967 si è sposata con Edoardo Vianello con cui ha avuto una figlia, Susanna, nel 1970, morta a Roma il 7 aprile 2020. Ha divorziato dal marito nel 1981. Si professa cattolica.

## Discografia

### Album in studio
- 1965 – La voce di Wilma Goich (Dischi Ricordi, MRP 9021)
- 1981 – To Wilma G7 (G & G Records, GG 36005)
- 1991 – Come un fiore
- 2012 – Se questo non è amore (KlasseUno edizioni)
- 2018 – È tutto bellissimo

### Raccolte
- 1993 – I grandi successi di
- 1996 – Il meglio di
- 1997 – Le colline sono in fiore
- 1997 – I successi di
- 1998 – Gli anni d'oro
- 1998 – Se stasera sono qui
- 2000 – Dolcemente
- 2000 – CantaItalia
- 2001 – I grandi successi originali

### Singoli
- 1964 – I proverbi/Una strada a Budapest
- 1964 – Dopo il sole pioverà/E c'era il temporale
- 1964 – Dopo il sole pioverà/E c'era il temporale (Dischi Ricordi, SRL 10348)
- 1964 – Ho capito che ti amo/Era troppo bello/Quando piangi (Dischi Ricordi, SRL 10360)
- 1965 – Le colline sono in fiore/Io non ci sarò (Dischi Ricordi, SRL 10367)
- 1965 – Un bacio sulle dita/L'amore al mare (Dischi Ricordi, SRL 10385)
- 1965 – Il diritto d'amare/Ascolta la voce
- 1966 – In un fiore/Una rosa rossa una foglia gialla (Dischi Ricordi, SRL 10415)
- 1966 – Attenti all'amore/L'uomo di ieri (Dischi Ricordi, SRL 10421)
- 1966 – Pe' strade 'e Napule/Occhi innamorati (Dischi Ricordi, SRL 10436)
- 1967 – Per vedere quanto è grande il mondo/Il profume dell'erba (Dischi Ricordi, SRL 10447)
- 1967 – Se stasera sono qui/L'ora dell'uscita (Dischi Ricordi, SRL 10454)
- 1967 – Se c'è una stella/Dolcemente (Dischi Ricordi, SRL 10471)
- 1968 – Gli occhi miei/La tua città (Dischi Ricordi, SRL 10491)
- 1968 – Finalmente/Come un anno fa (Dischi Ricordi, SRL 10497)
- 1968 – Tu cuore mio/Le formiche (Dischi Ricordi, SRL 10518)
- 1969 – Baci, baci, baci/Una volta nella vita (Dischi Ricordi, SRL 10530)
- 1969 – Casatschok/Carosello (Dischi Ricordi, SRL 10548)
- 1970 – ...e fuori tanta neve/Che giorno è (Apollo, ZA-50009)
- 1970 – Presso la fontana/Colori (Apollo, ZA-50060)
- 1971 – L'uomo ferito/Suona chitarra, suona (Apollo, ZA-50175)
- 1981 – Allora prendi e vai/Bambina libera (G & G Records, GG 0014)
- 1988 – ...e vai/Solo

### Con I Vianella

#### Album in studio
- 1971 – I Vianella (Apollo, DZSLA 55025)
- 1971 – Semo gente de borgata (Apollo, DZSLA 55090)
- 1973 – I sogni de Purcinella (Apollo, DZSLA 55160)
- 1973 – Homeide (Apollo, DZSLA 55170)
- 1974 – Napoli 20 anni dopo (Apollo)
- 1974 – Roma parlaje tu (RCA Italiana, TCL1-1131; raccolta)
- 1974 – Quanto sei Vianella...Roma (Ariston Records, Ar 12132)
- 1974 – Roma nostra
- 1975 – Dai tetti di Roma (Apollo)
- 1975 – Vestiti usciamo (Ariston Records)
- 1975 – Storie d'amore (Ariston Records)
- 1979 – Compleanno (EMI Italiana, 3C 064 18296)

#### Raccolte
- 1974 – Voglio er canto de na canzone
- 1977 – Sempre insieme
- 2014 – C'eravamo tanto amati...

#### Singoli
- 1971 – Vojo er canto de 'na canzone/Bikini blu (Apollo, ZA-50095)
- 1972 – Amore amore, amore amore/La festa de Cristo re (Apollo, ZA-50215)
- 1972 – Semo gente de borgata/Tu padre co' tu madre (Apollo, ZA-50220)
- 1972 – Fijo mio/Te vojo bene (Apollo, ZA-50280)
- 1973 – Canto d'amore di Homeide/Tenendoci per zampa (Apollo, ZA-50450)
- 1974 – Volo di rondine/La mela (Ariston Records, Ar 0629)
- 1974 – Noi nun moriremo mai/La vita de campagna (Ariston Records, Ar 0657)
- 1975 – L'amici mia/Pazzi noi (Ariston Records, Ar 0693)
- 1975 – Vestiti usciamo/Guarda (Ariston Records, Ar 0697)
- 1978 – Anvedi chi c'è/Importante (Fonit Cetra, SP 1621)
- 1981 – Con te bambino/Cybernella (RCA Original Cast, BB 6500)

## Televisione
- Tris (Canale 5, 1990-1991)  - Co-conduttrice
- Domenica in (Rai 1, 1996-1997)  - Co-conduttrice
- Grande Fratello VIP (Canale 5, 2022-2023) – Concorrente